# Liebenfels (Gemeinde Liebenfels)
Liebenfels (vor 1958: Feistritz) ist eine Ortschaft in der Gemeinde Liebenfels im Bezirk Sankt Veit an der Glan in Kärnten (Österreich). Die Ortschaft hat 815 Einwohner (Stand 1. Jänner 2024). Sie liegt auf dem Gebiet der Katastralgemeinden Liebenfels, Rottschaft Feistritz und Rosenbichl.

## Lage
Die Ortschaft liegt im Südwesten des Bezirks Sankt Veit an der Glan. Der Ortskern befand sich dort, wo der Feistritzbach aus den Wimitzer Bergen kommend die Ebene des Glantalbodens mit der Straße St. Veit – Villach erreicht; in den letzten Jahrzehnten ist der Ort stark gewachsen und hat sich linksseitig der Glan über den Glantalboden hin weit ausgedehnt.

## Geschichte
Der Ort wurde 1285 als Veustritz genannt, was sich vom slowenischen Bistrica (= Wildbach) ableitet. Zunächst handelte es sich um ein kleines Bauerndorf, ab dem 16. Jahrhundert wurde es zum Zentrum der Eisenindustrie im Oberen Glantal und es gab mehrere Mühlen und Sägen, vorwiegend am Feistritzbach, im Ort. Der Ort lag an der Straßenverbindung von Sankt Veit an der Glan nach Villach und somit an der Triester Straße. Seit 1871 gibt es einen Bahnhof im Ort. Doch kam zum Niedergang der Eisenindustrie auch noch eine Hochwasserkatastrophe 1874, die die Mühlen und Sägen zerstörte.
Der Ort liegt am Schnittpunkt dreier Katastralgemeinden, und er lag dadurch im frühen 19. Jahrhundert auch am Schnittpunkt dreier Steuerbezirke: Die auf dem Gebiet der damaligen Steuergemeinde Feistritz (heute Liebenfels) liegenden Häuser gehörten in der ersten Hälfte des 19. Jahrhunderts zum Steuerbezirk Karlsberg, die auf dem Gebiet der Steuergemeinde Rottschaft Feistritz liegenden Häuser gehörten zum Steuerbezirk Kraig und Nußberg, und die paar Häuser, die auf dem Gebiet der Steuergemeinde Rosenbichl lagen, gehörten zum Steuerbezirk Rosenbichl. Bei Gründung der Ortsgemeinden im Zuge der Reformen nach der Revolution 1848/49 kamen die auf dem Gebiet der Katastralgemeinde Rottschaft Feistritz liegenden Häuser zunächst zur Gemeinde Glantschach, die in den Katastralgemeinden Feistritz (heute Liebenfels) und Rosenbichl liegenden Häuser zur Gemeinde Feistritz. Der Ort Feistritz war zwar verkehrsgünstig an Hauptstraße und Eisenbahn gelegen, doch die wichtigsten Einrichtungen der Gemeinde und auch die Pfarrkirche waren in der nördlich oberhalb des Glantals gelegenen Ortschaft Pulst, sodass die Gemeinde 1865 in Gemeinde Pulst umbenannt wurde. 1875 wurde die Katastralgemeinde Rottschaft Feistritz an die Gemeinde Pulst angeschlossen; seither gehört der gesamte Ort zu einer Gemeinde.
1958 wurde der Ort Feistritz zum Hauptort der damals durch Fusion der Gemeinden Pulst, Liemberg und Hardegg entstandenen Großgemeinde. Da es schon mehrere Gemeinden namens Feistritz in Kärnten gab, erhielt die neue Gemeinde den Namen Liebenfels, nach der Burgruine Liebenfels, und auch der Ort Feistritz wurde in Liebenfels umbenannt. Seit den 1960er-Jahren ist der Ort durch rege Bautätigkeit stark gewachsen, auch das Gemeindeamt wurde 1963 von Pulst nach Liebenfels verlegt und hat durch die Fusion mit der Gemeinde Sörg 1973 noch an Bedeutung gewonnen. Auch ein katholisches Seelsorgezentrum wurde in Liebenfels errichtet; die beiden für den Ort urkundlich bekannten Filialkirchen St. Johann und St. Thomas waren längst abgekommen.

## Bevölkerungsentwicklung
Für die Ortschaft, einschließlich des Seidelhofs, zählte man folgende Einwohnerzahlen:
- 1869: 24 Häuser, 139 Einwohner[3]
- 1880: 25 Häuser, 154  Einwohner[4]
- 1890: 24 Häuser, 164 Einwohner[5]
- 1900: 22 Häuser, 154 Einwohner[6]
- 1910: 24 Häuser, 172 Einwohner[7]
- 1923: 25 Häuser, 200 Einwohner[8]
- 1934: 212 Einwohner[9]
- 1961: 65 Häuser, 483 Einwohner[10]
- 2001: 146 Gebäude (davon 123 mit Hauptwohnsitz) mit 293 Wohnungen; 712 Einwohner und 16 Nebenwohnsitzfälle; 283 Haushalte; 40 Arbeitsstätten, 14 land- und forstwirtschaftliche Betriebe[11]
- 2011: 171 Gebäude, 723 Einwohner, 313 Haushalte, 47 Arbeitsstätten[12]
- 2021: 201 Gebäude, 783 Einwohner, 380 Haushalte, 73 Arbeitsstätten[13]

## Ortschaftsbestandteil Seidelhof
Zur Ortschaft gehört der knapp einen Kilometer östlich vom Ortszentrum gelegene Seidelhof, der eine Zeitlang bei Volkszählungen als Ortschaftsbestandteil geführt wurde:
- 1900: 1 Haus, 4 Einwohner[6]
- 1910: 1 Haus, 12 Einwohner[7]
- 1923: 1 Haus, 15 Einwohner[8]
- 1961: 1 Haus, 17 Einwohner[10]

Der Seidelhof wird schon vor 1570 urkundlich erwähnt. 1610 war er ein Edelmannssitz des Balthasar Kulmer von Hohenstein.

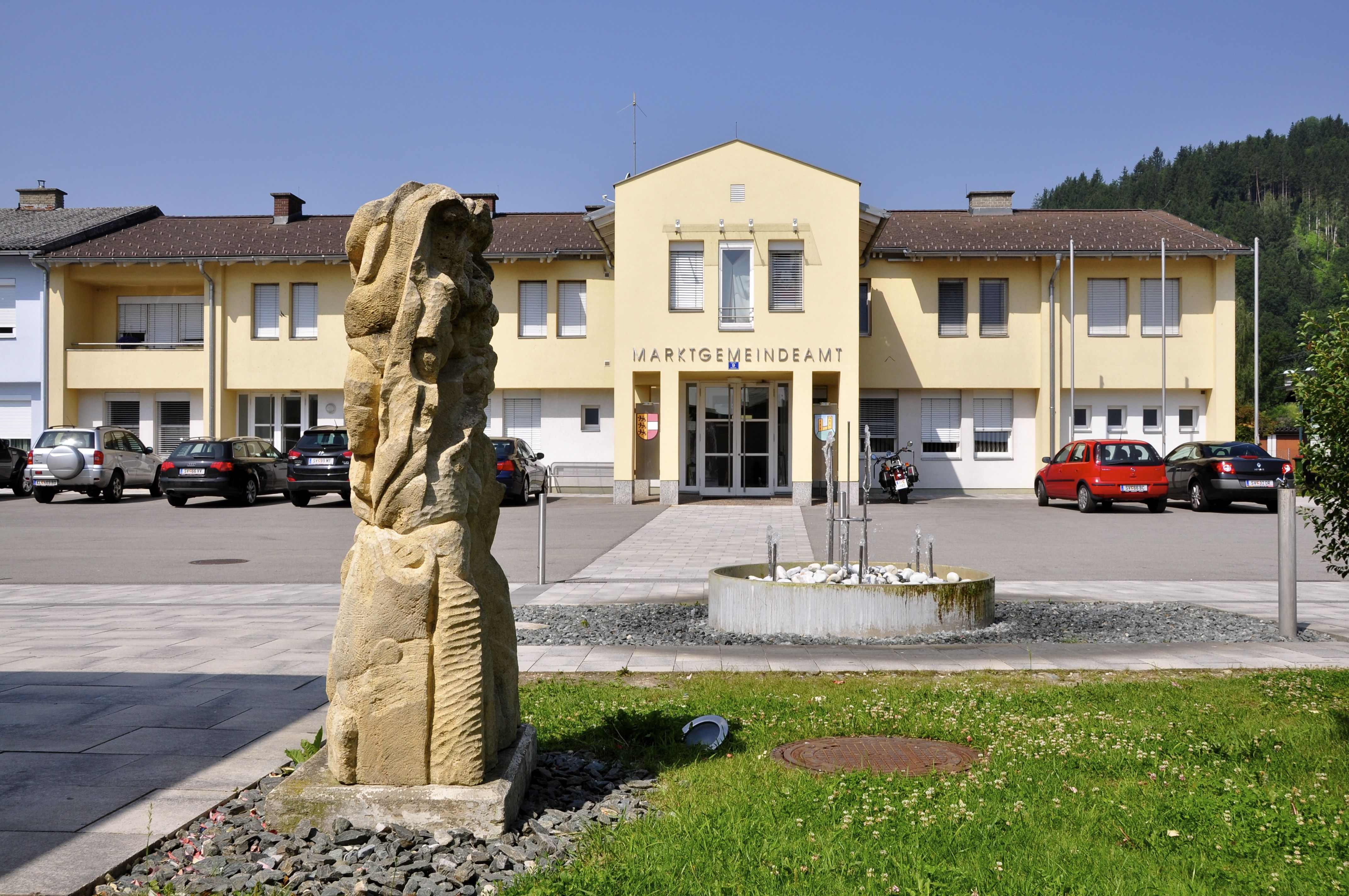
Gemeindeamt Liebenfels
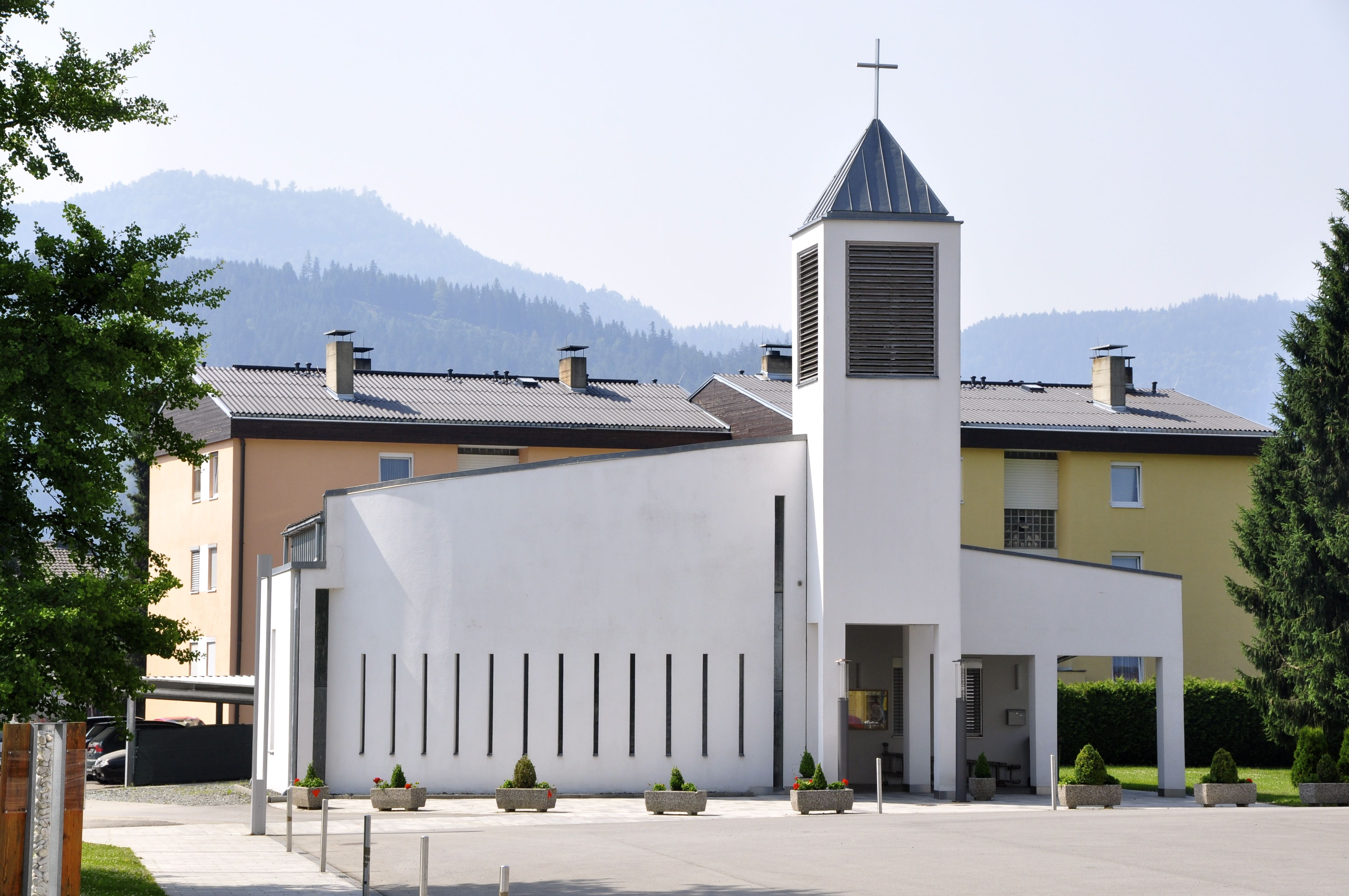
Katholisches Seelsorgezentrum Liebenfels
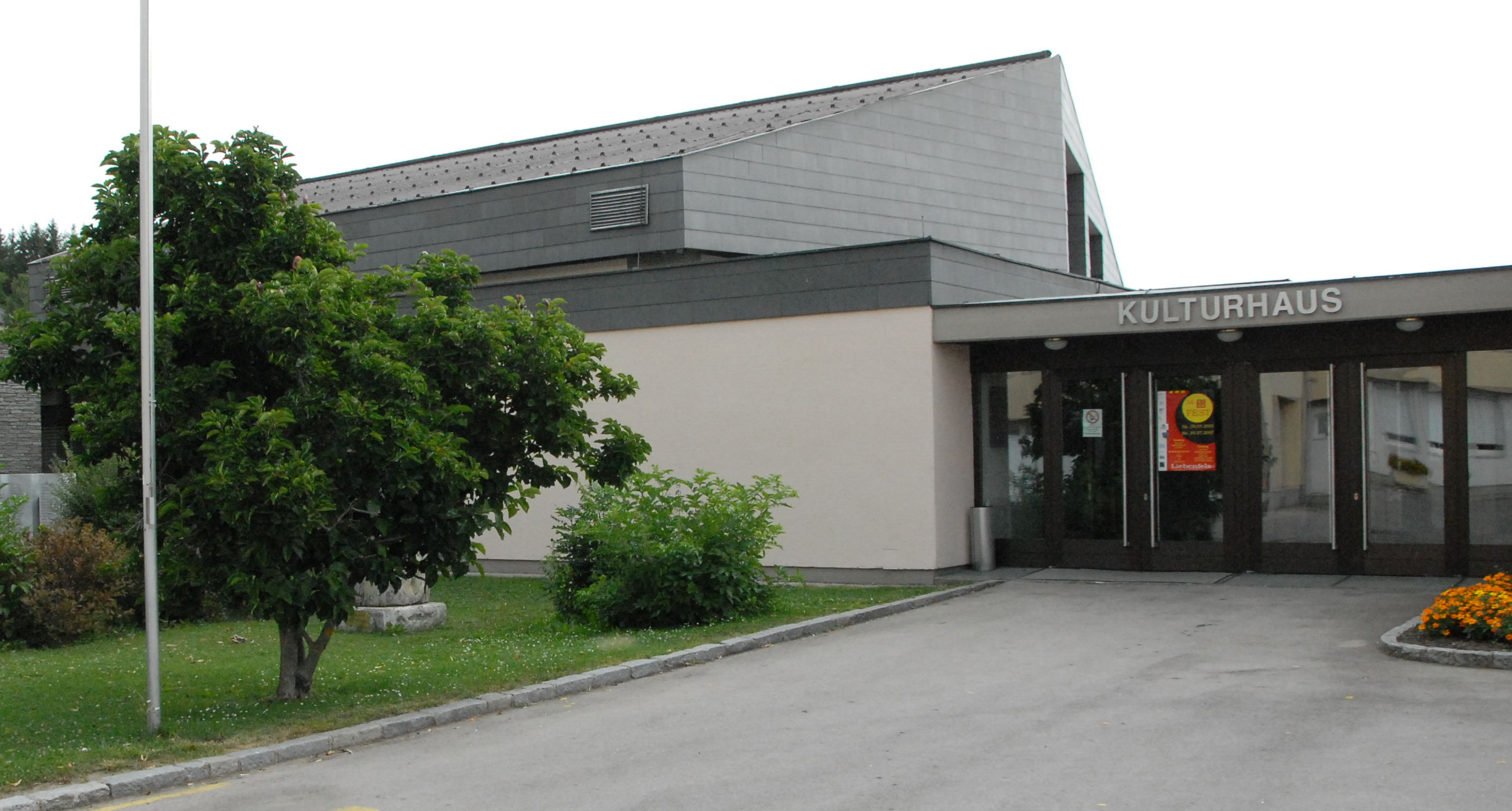
Kulturhaus Liebenfels
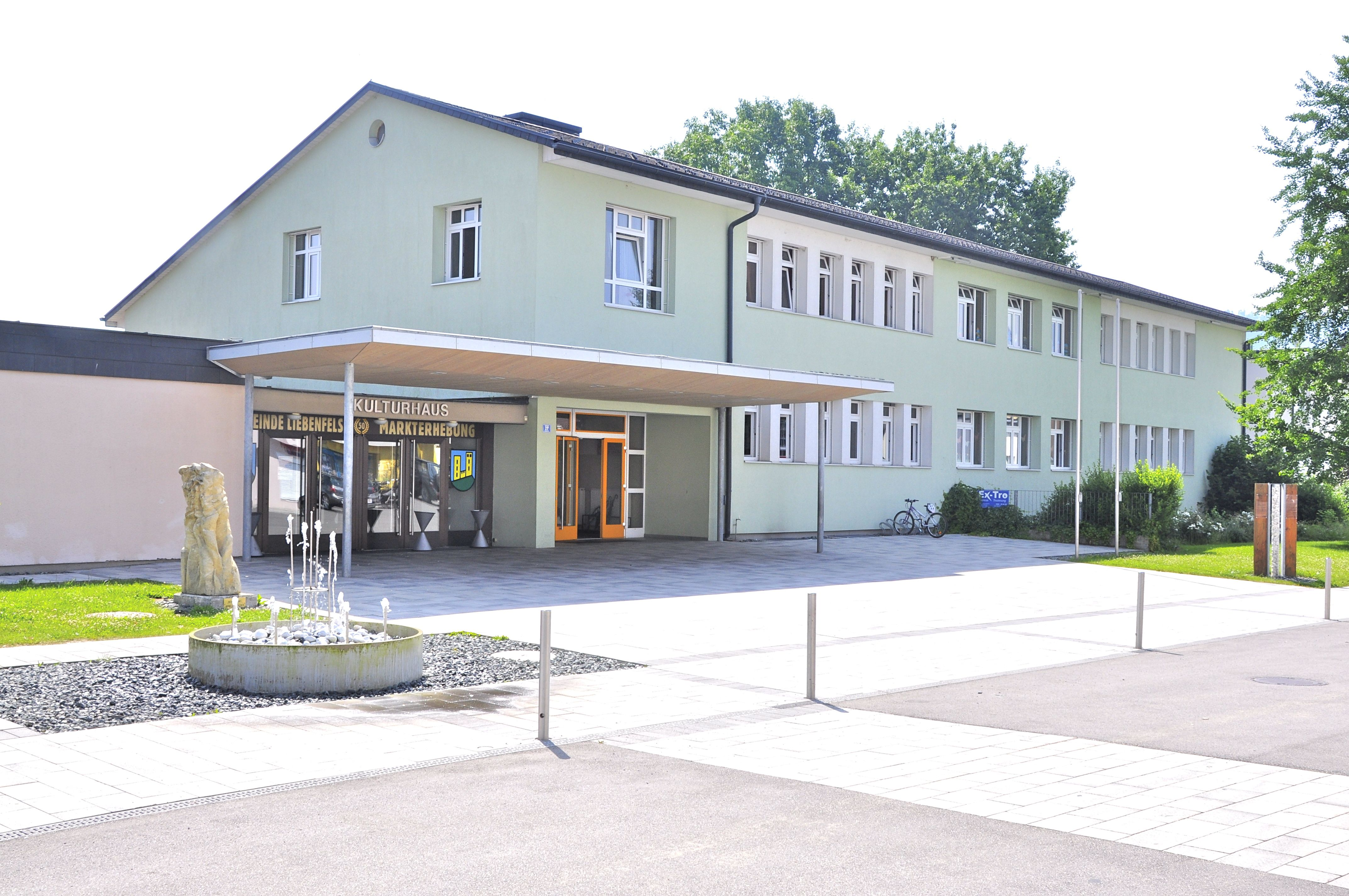
Volksschule Liebenfels